# Mike Oldfield's Wonderland
Mike Oldfield's Wonderland je třetí výběrové album britského multiinstrumentalisty Mika Oldfielda. Vydáno bylo na jaře roku 1981 (viz 1981 v hudbě).
Tato kompilace byla vydána pouze v Nizozemsku, Francii, Belgii a Lucembursku a de facto se jedná o verzi kompilace Music Wonderland vydané ve stejnou dobu jako toto album. Mike Oldfield's Wonderland nebylo nikdy vydáno na CD.

## Skladby
1. „In Dulci Jubilo“ (Pearsall, úprava Oldfield) – 2:51
2. „Tubular Bells (Excerpt)“ (Oldfield) – 9:35
3. „Portsmouth“ (tradicionál, úprava Oldfield) – 2:04
4. „Hergest Ridge (Excerpt)“ (Oldfield) – 7:55
5. „Platinum Part 4: North Star/Platinum Finale“ (Oldfield, Glass) – 4:43
6. „Blue Peter (Dutch Mix)“ (Oldfield) – 2:07
7. „Ommadawn (Excerpt)“ (Oldfield) – 7:10
8. „Wonderful Land (Edit)“ (Lordan) – 2:50
9. „Incantations (Excerpt)“ (Oldfield) – 8:40
10. „Guilty (Live)“ (Oldfield) – 4:02